# 徳島県文化の森総合公園
徳島県文化の森総合公園（とくしまけんぶんかのもりそうごうこうえん）は、徳島県徳島市八万町の向寺山にある、置県100年を記念した文化公園。面積は約40.6ヘクタールである。とくしま88景に選定された。阿波歴史文化道に指定を受けている。2016年に施設6件合計の入館者が2000万人に達した。

## 公園の構成
シンボル広場を中心に各文化施設が建ち、施設と対になるテーマを持った公園や人工滝、森林がそれらを包み込み、南から東西へ扇状に広がるようデザインされている。

### 施設ゾーン
各施設ごとに識別カラーを使用している。
- 徳島県立図書館 - 「橙色」
- 三館棟 - 1階は主に県立21世紀館。2階が県立博物館、鳥居記念館、近代美術館である。
  - 徳島県立博物館 - 「水色」
  - 徳島県立鳥居龍蔵記念博物館[注 2] - 「黄色」
  - 徳島県立近代美術館 - 「紫色」。
  - 徳島県立21世紀館 - 「緑色」
- 徳島県立文書館 - 「茶色」

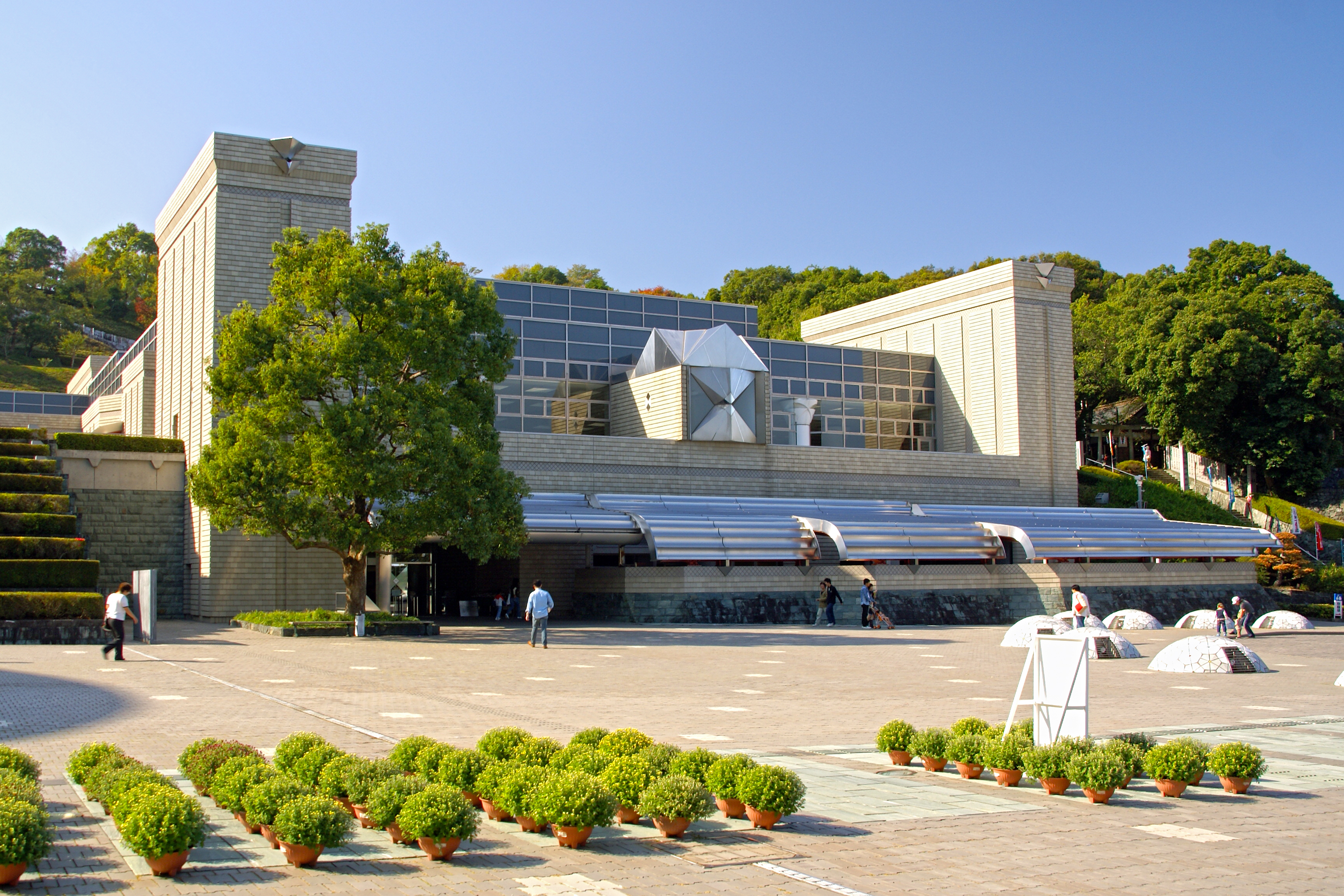
徳島県立図書館
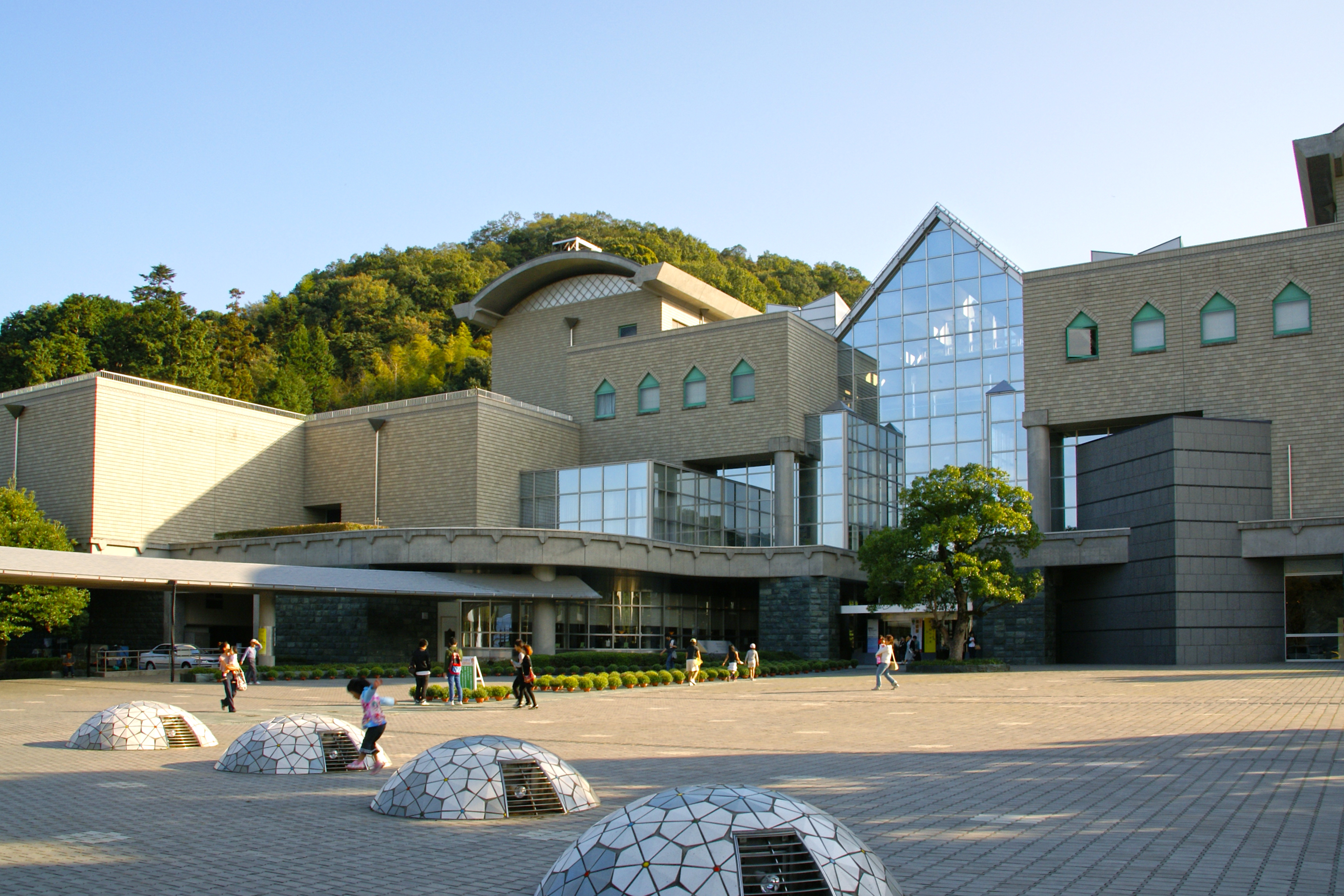
三館棟（県立博物館・鳥居記念館・近代美術館・21世紀館）
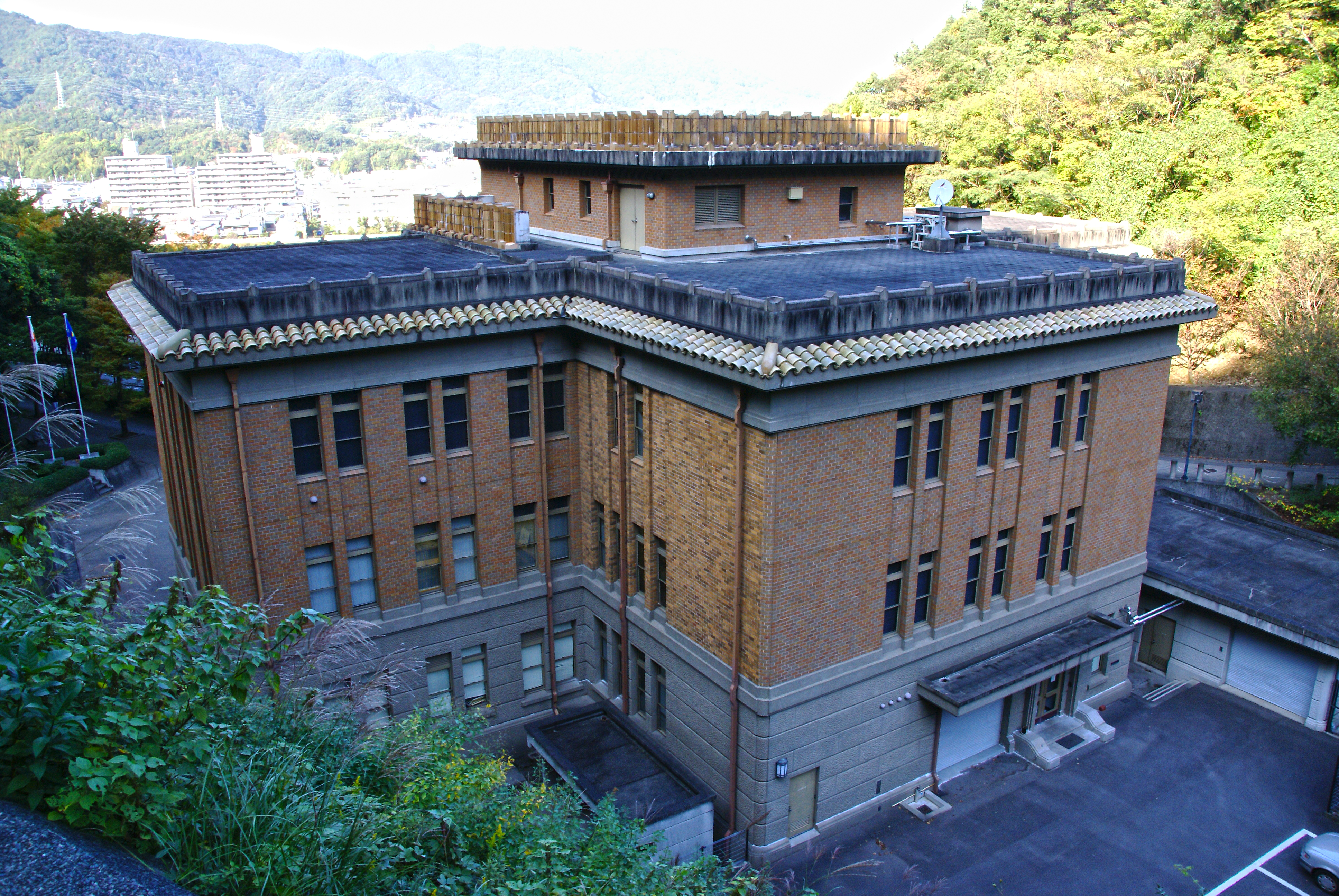
徳島県立文書館

### 公園ゾーン
- 野外劇場 - 2000名収容の円形劇場
- カスケード - 山腹から三館棟に流れ落ちる長さ135m、落差30mの階段状の人工滝。
- 知識の森、伝承の森[注 3][要出典]）、創造の森、県民の森 - 図書館、博物館、美術館、文書館と対になる公園。

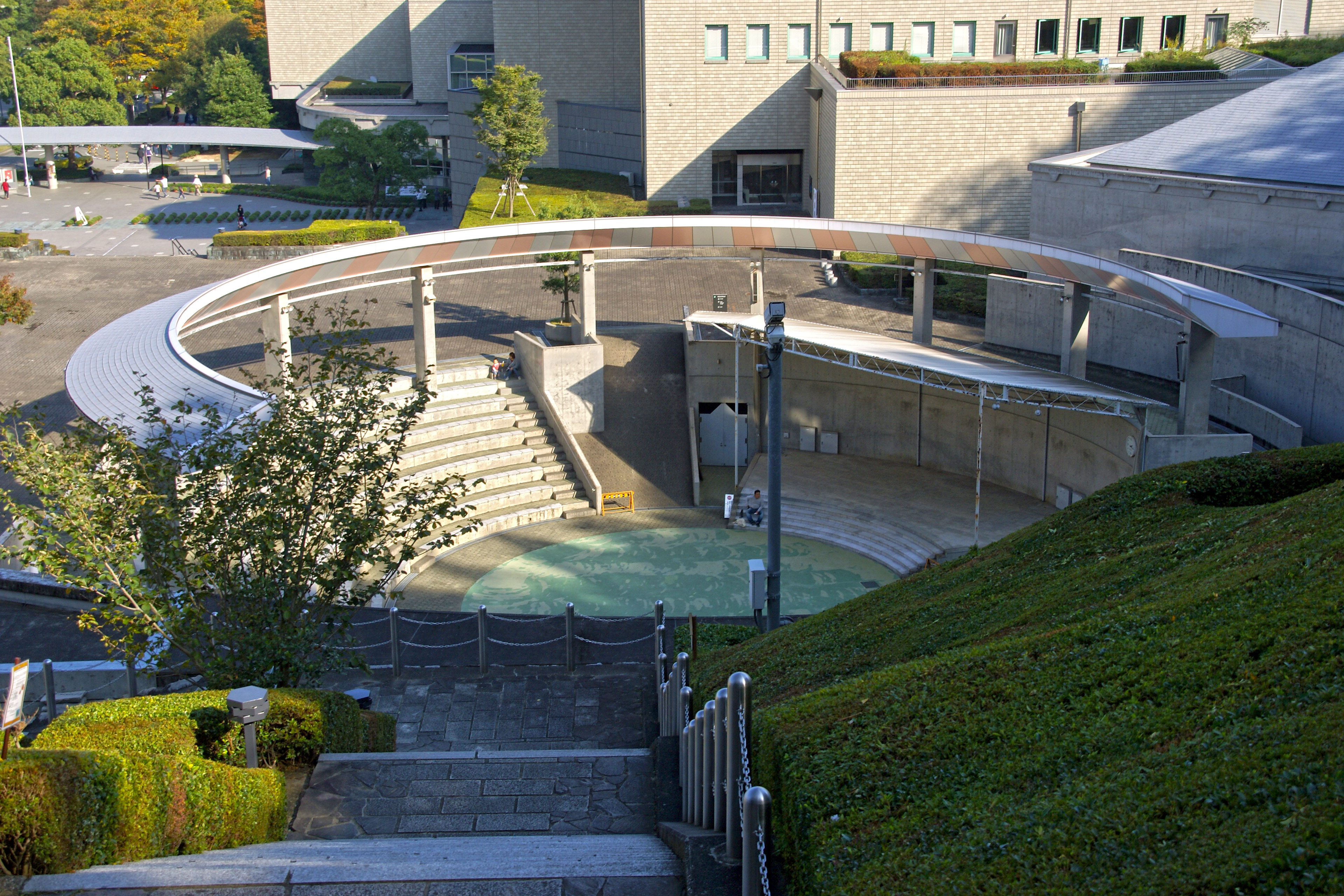
野外劇場
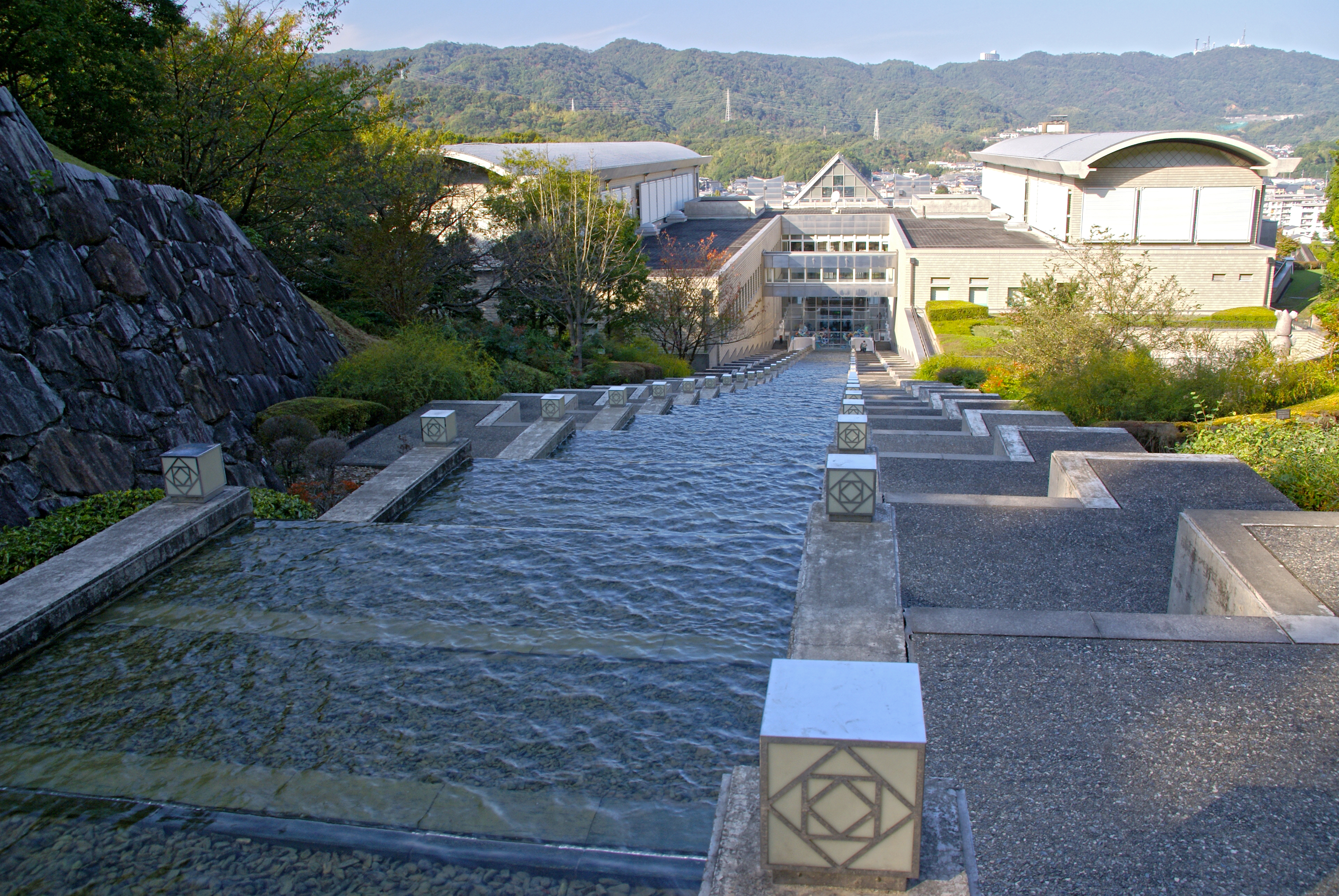
カスケード
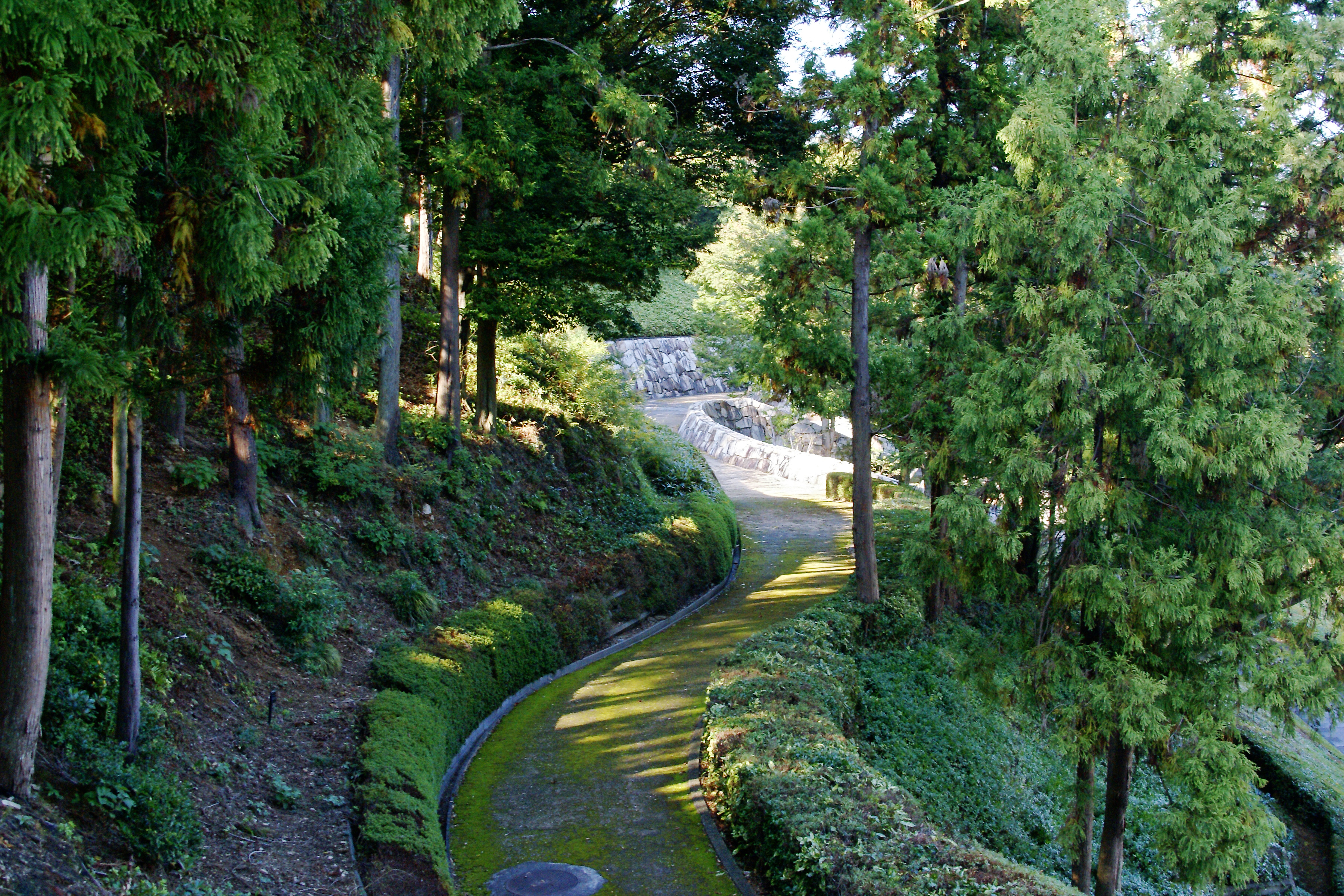
園路

### 森林ゾーン
- 王子神社 - 「猫神さん」の愛称で親しまれている神社[4]。
- 向寺山 - 全てを包み込む保存林

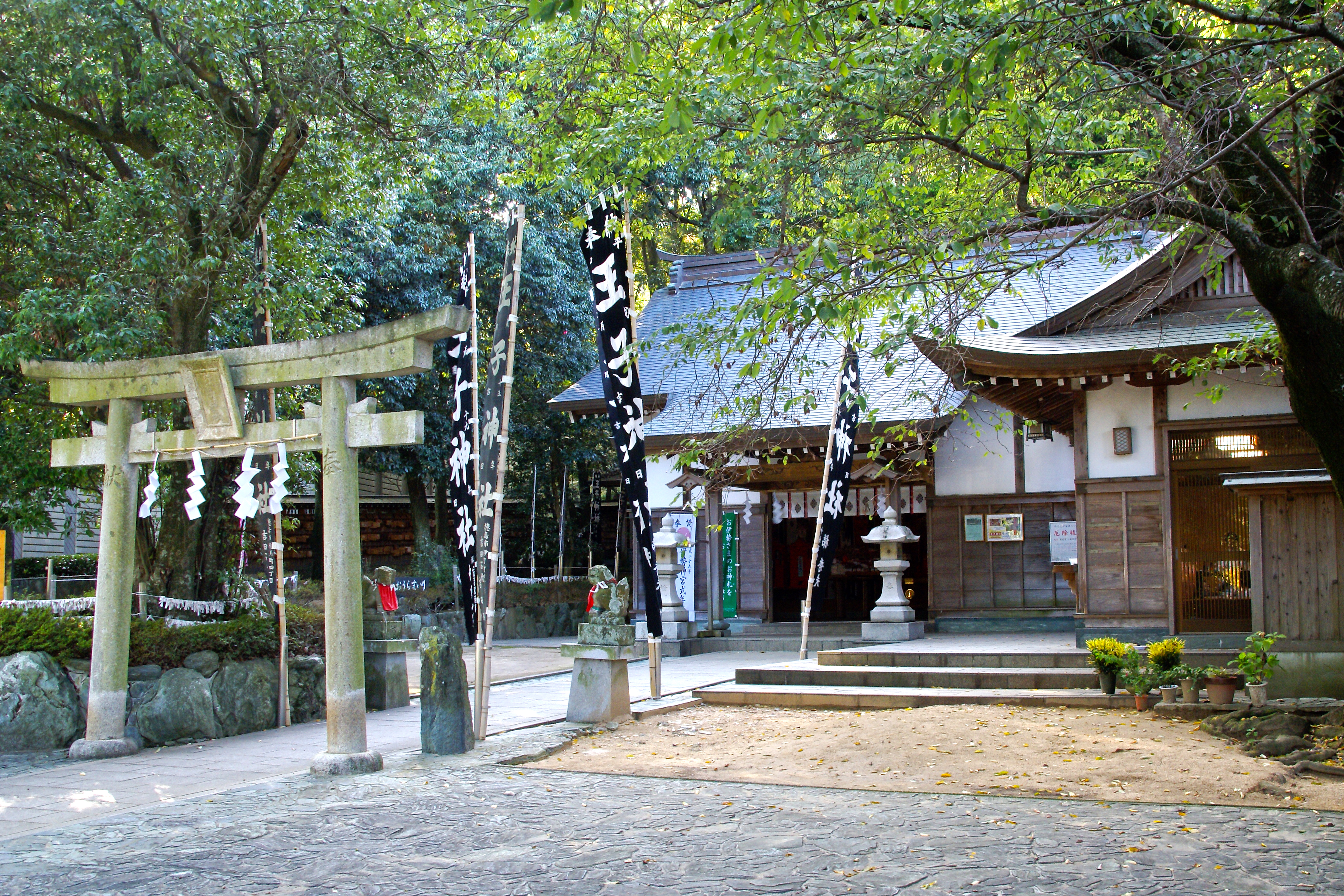
王子神社

## 利用情報

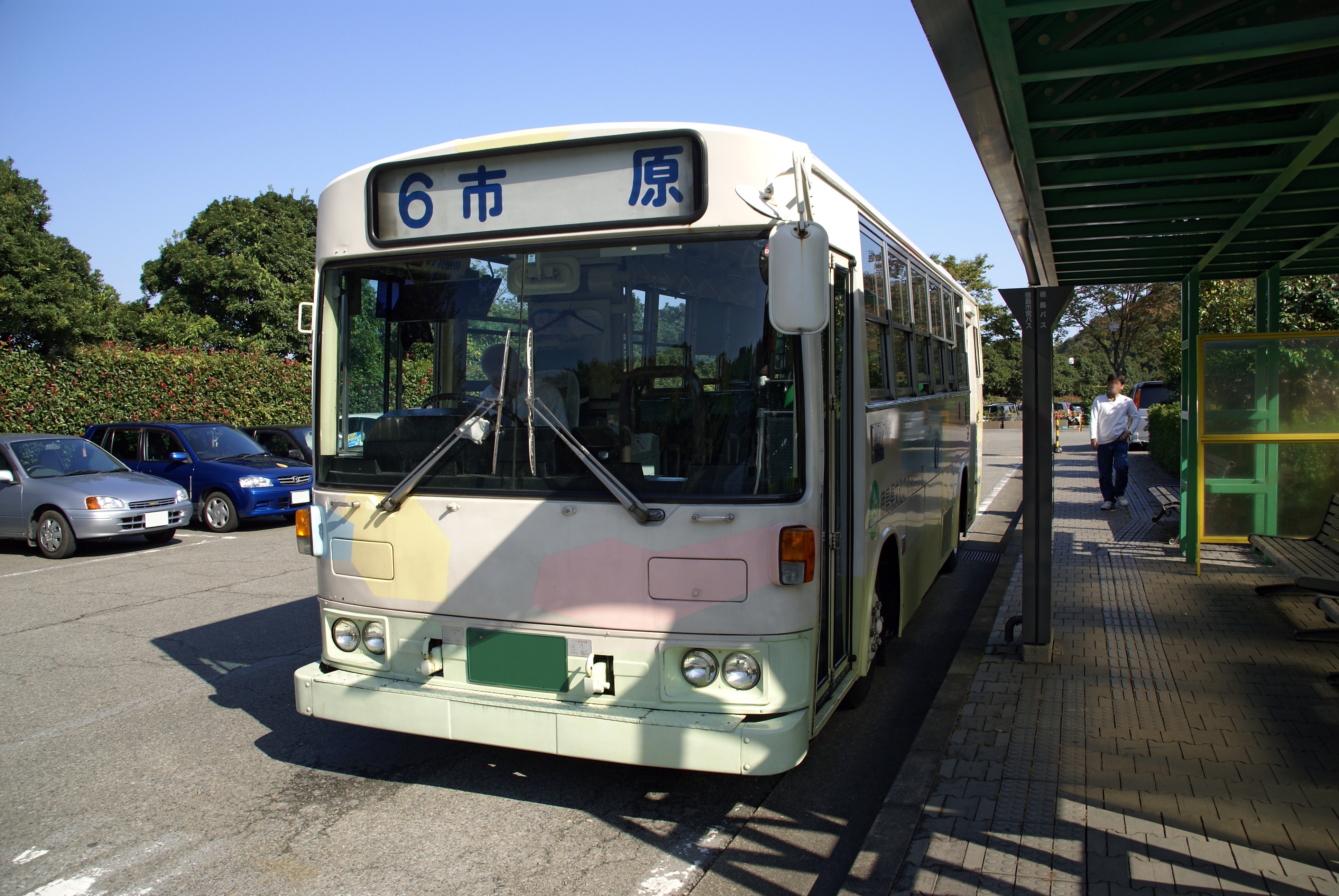
「文化の森」バス停

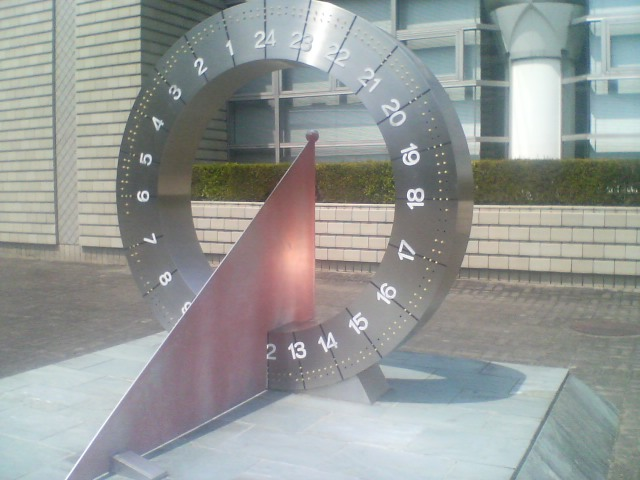
図書館2F入口前にある日時計のオブジェ

### 開館時間
- 9:30 - 17:00

図書館のみ平日は9:30 - 19:00

### 休館日
- 月曜日（祝日の場合は翌日）
- 年末年始

図書館・文書館は、上記に加えて毎月第3木曜日も休館

### 交通アクセス
- JR徳島駅から「文化の森」行き、またはバイパス経由「市原」行きバスに乗車し約25分、「文化の森」下車。

しらさぎ台、一宮、天の原、佐那河内方面行きバスに乗車し「園瀬橋」下車、徒歩約10分。
- JR徳島駅より牟岐線文化の森駅下車徒歩約35分、または「文化の森駅東」バス停から「市原」行きバス、「法花大橋」バス停から「文化の森経由 法花」行きバスに乗車し「文化の森」下車。

（駅開業から長年当駅からのバス路線は運行されていなかったが、2016年4月より接続するバス停が設置されることになった。）

### 駐車場
- 普通車 - 430台
- バス - 14台